# Sterculia cuspidata
Sterculia cuspidata är en malvaväxtart som beskrevs av Robert Brown. Sterculia cuspidata ingår i släktet Sterculia och familjen malvaväxter. Inga underarter finns listade i Catalogue of Life.